# Głowaczewo (Wałcz)
Głowaczewo (deutsch Klawittersdorf, früher Clawitersdorff) ist ein Dorf  in der Landgemeinde (Gmina) Wałcz (Deutsch Krone) im Powiat Wałecki (Deutsch Kroner Kreis) der polnischen Woiwodschaft Westpommern.

## Geographische Lage
Das Kirchdorf liegt im Netzedistrikt im ehemaligen Westpreußen, an der Pilow, etwa zwölf Kilometer nordöstlich von Deutsch Krone (Wałcz), zwanzig Kilometer nordnordwestlich von Schneidemühl und sieben Kilometer nördlich von Wissulke (Wiesiółka).

## Geschichte

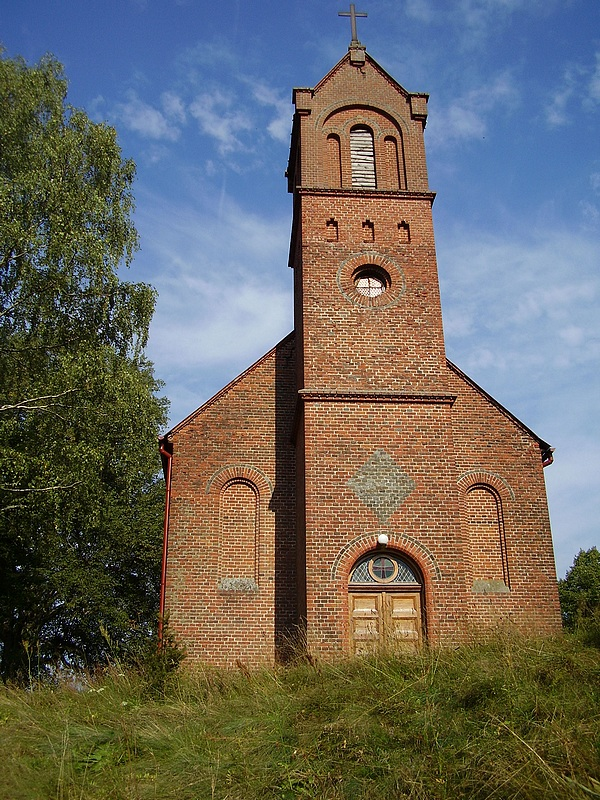
Dorfkirche, bis 1945 Gotteshaus der katholischen Gemeinde Klawittersdorf (August 2009)

Die Grenzregion des Netzedistrikts, in der das Dorf liegt, hatte ursprünglich zum Herzogtum Pommern gehört, war vorübergehend unter polnische Herrschaft gelangt und dann an die Markgrafen von Brandenburg gekommen. Im Rahmen der Ersten Teilung Polen-Litauens kam das Dorf 1772 zusammen mit dem Landkreis Deutsch Krone zurück an Preußen.
Ältere Ortsnamen sind Glowaczewo (1593),  villa Klawiter (1641), Klawitershof (1783), neupolnisch Kłowicie. Das Dorf hat ein Privilegium vom Jahr 1593, in dem der Lokator Dionys Klawitter mit seiner Gründung beauftragt wurde. Das Schulzenamt bekleidete bis in neueste Zeiten regelmäßig ein Mitglied der Familie Klawitter.
Um 1930 hatte die Gemeinde eine 12,6 km² große Gemarkungsfläche, und auf dem Gemeindegebiet befanden sich zwei Wohnplätze, auf denen insgesamt 31 bewohnte Wohnhäuser standen:
- Forsthaus Hochberg
- Klawittersdorf

Im Jahr 1945 gehörte Klawittersdorf zum Landkreis Deutsch Krone im Regierungsbezirk Grenzmark Posen-Westpreußen der preußischen Provinz Pommern des Deutschen Reichs. Klawittersdorf war dem Amtsbezirk Wissulke zugeordnet.
Im Februar 1945 wurde Klawittersdorf von der Roten Armee besetzt. Nach Beendigung der Kampfhandlungen wurde die Region seitens der sowjetischen Besatzungsmacht zusammen mit ganz Hinterpommern und der südlichen Hälfte Ostpreußens – militärische Sperrgebiete ausgenommen – der Volksrepublik Polen zur Verwaltung überlassen. Es wanderten nun Polen zu. Klawittersdorf wurde unter der polnischen Ortsbezeichnung „Głowaczewo“ verwaltet. Die einheimische Bevölkerung wurde von der polnischen Administration aus Klawittersdorf vertrieben.

### Demographie
| Jahr | Einwohner | Anmerkungen |
| ---- | --------- | --- |
| 1783 | –         | königliches Dorf mit einer katholischen Kirche und einer Wassermühle, 16 Feuerstellen (Haushaltungen), im Netzedistrikt, Kreis Krone |
| 1818 | 104       | königliches Dorf, Amt Schrotz |
| 1852 | 180       | [ 5 ] |
| 1864 | 190       | davon 82 Evangelische und 108 Katholiken                                                                                             |
| 1910 | 173       | am 1. Dezember, darunter 72 Evangelische und 101 Katholiken                                                                          |
| 1925 | 192       | darunter 98 Evangelische und 94 Katholiken                                                                                           |
| 1933 | 240       | [ 8 ] |
| 1939 | 263       | [ 8 ] |

## Kirche
Die Protestanten der bis 1945 anwesenden Dorfbevölkerung gehörten zum evangelischen Kirchspiel Deutsch Krone.